# U-2353
U-2353 je bila nemška vojaška podmornica Kriegsmarine, ki je bila dejavna med drugo svetovno vojno.

## Zgodovina
Podmornica se je 9. maja 1945 predala v Kristiansandu. V sklopu operacije Deadlight so ladjo 29. maja prepeljali v Loch Ryan. Kraljeva vojna mornarica jo je vključila v svojo sestavo z imenom HMS N 37, ki pa jo je leta 1947 predala Sovjetski zvezi. Podmornico so razrezali leta 1963.

## Poveljniki
| Poveljniki |                                    |                 |                              |
| Št.        | Čin                                | Ime             | Poveljstvo                   |
| 1.         | Nadporočnik (Oberleutnant zur See) | Jürgen Hillmann | 9. januar 1945 - 9. maj 1945 |

## Tehnični podatki
| Kategorije                                    | Podatki         |
| --------------------------------------------- | --------------- |
| Teža (t): na površju pod površjem polna Teža  | 234 258 275     |
| Dolžina (m) - tlačni trup (m)                 | 34,68 - 26,0    |
| Širina (m) - tlačni trup (m)                  | 3,02 - 3,0      |
| Izpodriv (m)                                  | 3,66            |
| Višina (m)                                    | 7,7             |
| Moč (hp): na površju pod podvršjem            | 630 580         |
| Hitrost (vozlov): na površju pod podvršjem    | 9,7 12,5        |
| Doseg (milja/vozel): na površju pod podvršjem | 2.600/8 194/4   |
| Torpeda/Torpedne cevi                         | 2/2 (na premcu) |
| Posadka                                       | 14-18           |
| Maksimalni potop (m)                          | 180             |